# Christian Matthias Schröder
Pour les articles homonymes, voir Schröder.
Christian Matthias Schröder (1778-1860) était un sénateur allemand de la ville de Hambourg. 

## Biographie
Il est principalement connu en tant que principal membre actif de la  Sociedade de Proteção aos Imigrantes no sul do Brasil (« société de protection des immigrants du sud du Brésil »), créée en 1842. Son nom est lié à l'histoire du peuplement de l'État de Santa Catarina au Brésil. Il a notamment envoyé son fils, Eduard Schröder, pour gérer la Colônia Dona Francisca, aujourd'hui ville de Joinville, située dans l'État de Santa Catarina. En hommage à cette famille, leur nom fut donné à une municipalité proche de Joinville, Schroeder.
Il fut sénateur à Hambourg et son successeur fut Frédéric de Chapeaurouge.